# Chittagong City Center
Le Chittagong City Center est un gratte-ciel en projet à Chittagong au Bangladesh. Il s'élèvera à 204 mètres. 